# مدافن بازيريك

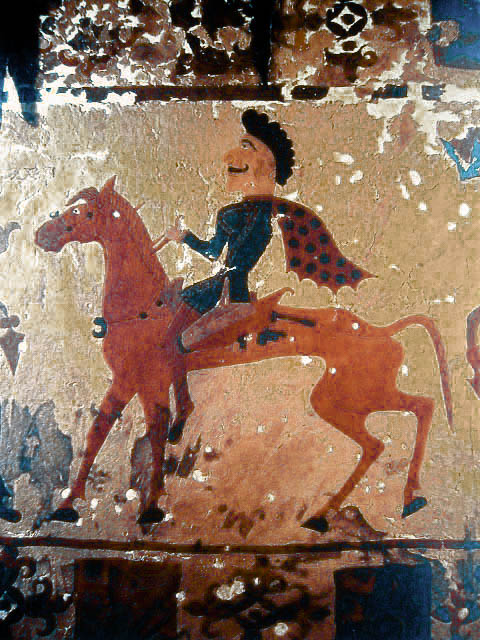
قطعة أثرية لفارس من البازيريك، 300 قبل الميلاد. لرؤية قطعة أثرية أخرى، انظر. هنا.

بازيريك (بالروسية: Пазырык) هي عدد من مقابر العصر الحديدي وجدت في وادي بازيريك في هضبة أوكوك (Ukok) في جبال التاي في سيبيريا، إلى الجنوب من مدينة حديثة في نوفوسيبيرسك في روسيا، في موقع قريب من حدود هذه الثلاثة دول; الصين، كازاخستان ومنغوليا.
1. ↑  "Ice Mummies: Siberian Ice Maiden". PBS - NOVA. مؤرشف من الأصل في 2019-05-19. اطلع عليه بتاريخ 2009-09-01.